# Heyderia cucullata
Heyderia cucullata är en svampart som först beskrevs av August Johann Georg Karl Batsch, och fick sitt nu gällande namn av Bacyk & Van Vooren 2005. Heyderia cucullata ingår i släktet Heyderia och familjen Hemiphacidiaceae.   Inga underarter finns listade i Catalogue of Life.